# Mycoplasma molare
Mycoplasma molare è una specie di batterio appartenente alla famiglia delle Mycoplasmataceae.